# (34640) 2000 WN1
2000 WN1 (asteroide 34640) é um asteroide da cintura principal. Possui uma excentricidade de 0.12862090 e uma inclinação de 15.83644º.
Este asteroide foi descoberto no dia 17 de novembro de 2000 por LINEAR em Socorro.